# Dale Parker
Dale Parker (* 12. Mai 1992) ist ein ehemaliger australischer Bahn- und Straßenradrennfahrer.
Dale Parker wurde 2008 Ozeanienmeister in der Einer- und der Mannschaftsverfolgung der Juniorenklasse. Im Jahr darauf gewann er bei den Juniorenweltmeisterschaften die Silbermedaille in der Mannschaftsverfolgung. 2010 wurde er australischer Meister in der Einerverfolgung, im Omnium der Juniorenklasse und in der Mannschaftsverfolgung der Eliteklasse. Bei den Juniorenweltmeisterschaften gewann er die Silbermedaille in der Einerverfolgung, und bei den Commonwealth Games war er mit dem australischen Team bei der Mannschaftsverfolgung erfolgreich.
Auf der Straße wurde Parker 2010 australischer Meister im Einzelzeitfahren der Juniorenklasse. Im Straßenrennen belegte er den zweiten Platz hinter Jay McCarthy. Bei den  Juniorenweltmeisterschaften in Offida wurde er Vierter im Einzelzeitfahren. 2011 fuhr Parker für das US-amerikanische Continental Team Trek Livestrong U23.
Ende der Saison 2011 gab Dale Parker bekannt, dass er seine Radsport-Karriere im Alter von 19 Jahren beenden wird.

## Erfolge – Bahn
2008
- Ozeanienmeister – Einerverfolgung (Junioren)
- Ozeanienmeister – Mannschaftsverfolgung (Junioren) mit Alex Carver, Luke Durbridge und Scott Law

2009
- Weltmeisterschaft – Mannschaftsverfolgung (Junioren) mit Luke Durbridge, Michael Hepburn und Peter Loft

2010
- Australischer Meister – Einerverfolgung (Junioren)
- Australischer Meister – Mannschaftsverfolgung mit Jack Bobridge, Rohan Dennis und James Glasspool
- Australischer Meister – Omnium (Junioren)
- Weltmeisterschaft – Einerverfolgung (Junioren)
- Commonwealth Games – Mannschaftsverfolgung mit Jack Bobridge, Michael Hepburn und Cameron Meyer

## Erfolge – Straße
2010
- Australischer Meister – Einzelzeitfahren (Junioren)

2011
- eine Etappe (Einzelzeitfahren) Tour of the Gila

## Teams
- 2011 Trek Livestrong U23
- 2011 Team RadioShack (Stagiaires)
- 2012 Bontrager Livestrong Team (bis 31. März)